# Gran Premio del Brasile 1984
Il Gran Premio del Brasile 1984 è stata la prima prova della stagione 1984 del Campionato mondiale di Formula 1. Si è corsa domenica 25 marzo 1984 sul Circuito di Jacarepaguá, vicino a Rio de Janeiro. La gara è stata vinta dal francese Alain Prost su McLaren-TAG Porsche; per il vincitore si trattò del decimo successo nel mondiale. Ha preceduto sul traguardo il finlandese Keke Rosberg su Williams-Honda e l'italiano Elio De Angelis su Lotus-Renault.
Fu la prima vittoria, nel mondiale di Formula 1, per una vettura spinta da un motore TAG Porsche.

## Vigilia

### Aspetti tecnici
La casa francese Michelin decise di ridurre il numero di team forniti con i propri pneumatici: si limitò a Renault, Brabham, McLaren e Ligier. La casa statunitense Goodyear presentò, per la prima volta, degli pneumatici radiali, che vennero forniti a Ferrari, Williams, Lotus, Tyrrell, Arrows e Alfa Romeo; le altre scuderie si appoggiarono alla Pirelli.
Tutti i team che ancora non disponevano di motori turbo andarono alla ricerca di questa soluzione tecnica.
La scuderia italiana Osella ebbe a disposizione un motore turbo dell'Alfa Romeo. La Ligier passò invece a quelli della Renault. Il team britannico Spirit, dopo l'abbandono della partnership con la Honda, ottenne il sostegno della Hart, che già motorizzava la Toleman. L'Arrows si accordò con la BMW, battendo così sul tempo la Tyrrell, che tentò di trovare un accordo con la Porsche, ma senza esito, tanto che la scuderia dovette accontentarsi ancora dei tradizionali motori a pressione atmosferica della Cosworth.
In realtà, in questa gara, la Arrows dovette utilizzare anche i vecchi motori a pressione atmosferica Ford Cosworth DFV. L'Arrows fu ancora una delle poche scuderie che non presentò un nuovo modello, ma utilizzò ancora quello dell'anno precedente. Stessa scelta venne fatta dalla Williams che proseguì con la FW09, fatta esordire nel Gran Premio del Sudafrica 1983, mentre la Tyrrell corse ancora con il modello 012, in assenza di una motorizzazione turbo. La Toleman proseguì con la TG183B, mentre la RAM usò la nuova 02 solo per Philippe Alliot.
A livello tecnico la Renault sostituì le turbine KKK, con le Garrett, la McLaren presentò una vettura, che nel posteriore, presentava una forma ribattezzata a Coca-Cola, molto sinuosa. La Lotus si affidò ai turbo KKK per Nigel Mansell e i Garrett per Elio De Angelis.

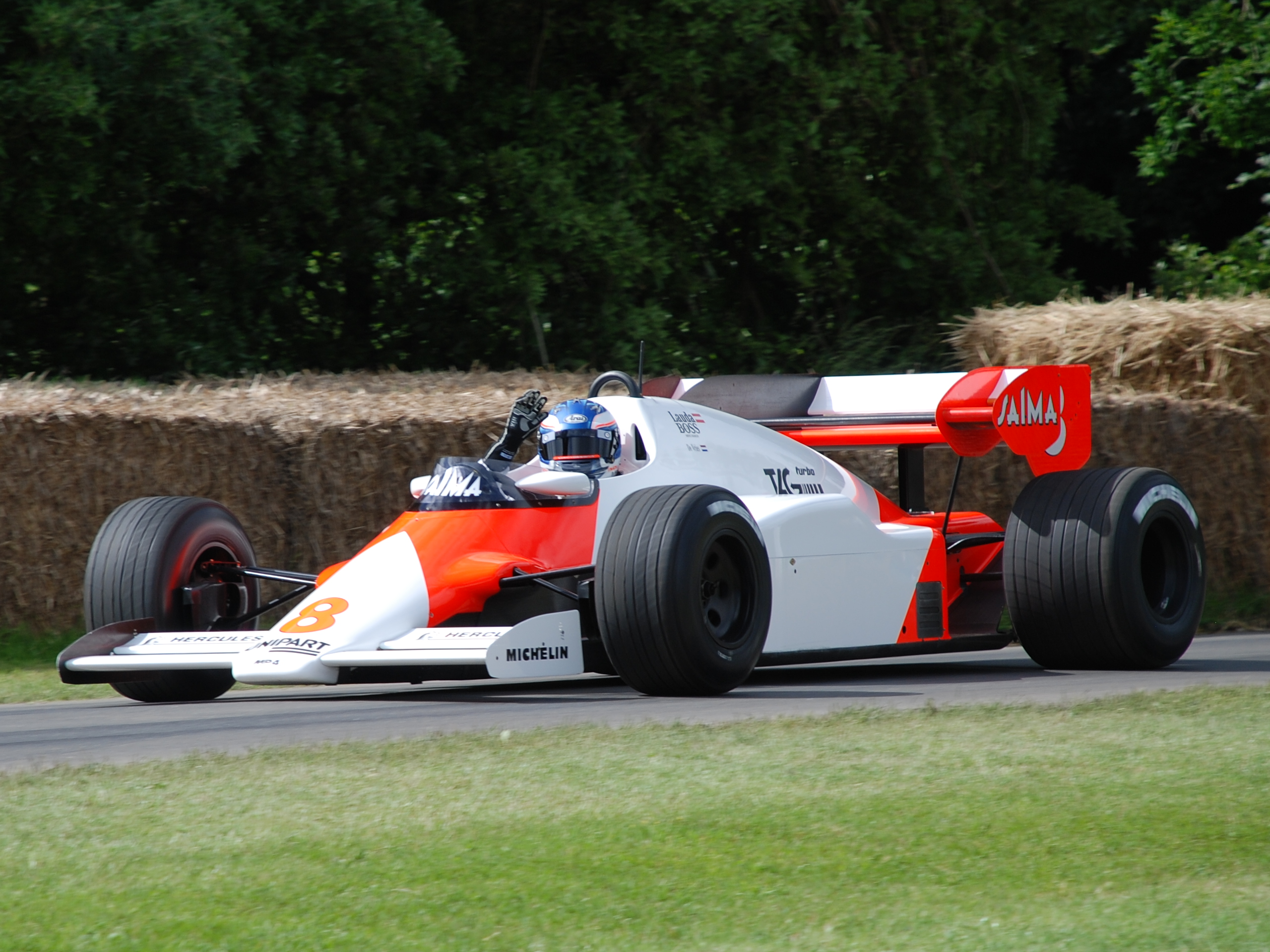
La McLaren MP4/2 presentava, rispetto al modello precedente, nella zona posteriore, una nuova aerodinamica.

I nuovi regolamenti tecnici imponevano un serbatoio non superiore a 220 litri, contro i 250 ammessi l'anno prededente, e vietavano i rifornimenti in pista. Questo costringeva le vetture turbo, praticamente quasi tutte le monoposto presenti, a vedere regolata la potenza del motore in maniera diversa, tra qualifica e gara; in qualifica i motori arrivavano a una potenza di 800 cavalli, mentre in gara, per garantire che il consumo non fosse troppo elevato, la potenza era diminuita di circa 200 cavalli. Nel 1983, per confronto, le monoposto potevano arrivare a un consumo, in gara, fino a 270 litri.
Venne subito ipotizzata la possibilità che qualche concorrente potesse cercare di aggirare il limite di capacità del serbatoio, prevedendo serbatoi addizionali, nascosti ai commissari, oppure serbatoi deformabili, oppure, ancora, che il carburante potesse essere congelato prima del via, al fine di ridurre il volume e poterne imbarcare in maggiore quantità; tale soluzione però appariva pericolosa, in quanto la benzina sarebbe anche potuta scoppiare, in caso di partenza posticipata, a seguito della sua dilatazione al sole. Portando la benzina a -25° il guadagno era stimato in 4 o 5 litri. La stagione 1983 si era chiusa, inoltre, con la confessione della Brabham, in cui riconosceva che la benzina utilizzata dal team superava il numero di ottani permesso. Il valore era di 102,90, contro il 102,51, massimo livello tollerato. Durante una riunione, tenuta nei giorni precedenti alla gara, i responsabili delle scuderie stabilirono le modalità per il controllo del rispetto delle normative sui carburanti. Venne anche stabilito che, in caso di violazione delle regole, i concorrenti sarebbero stati squalificati.

### Aspetti sportivi
All'indomani del Gran Premio d'Europa 1983 la Scuderia Ferrari annunciò che Michele Alboreto, pilota impegnato con la Tyrrell, avrebbe sostituito Patrick Tambay, a partire dalla stagione 1984. Era il primo italiano a correre nel mondiale di F1 per la casa italiana dal Gran Premio degli Stati Uniti d'America 1973, quando la Ferrari aveva schierato Arturo Merzario. Tambay trovò un ingaggio alla Renault, dove sostituì Alain Prost. Il vicecampione del mondo 1983 tornò alla McLaren, ove aveva corso nel 1980. La scuderia francese completò la coppia di piloti col britannico Derek Warwick, impegnato nel 1983 con la Toleman.
La Toleman, a sua volta, fece esordire il brasiliano Ayrton Senna Già dal mese di giugno, però, Senna intratteneva stretti contatti con Bernie Ecclestone, patron della Brabham. Il suo ingaggio venne, però, bloccato dalla Parmalat, sponsor principale della scuderia, che voleva un pilota italiano come seconda guida. L'altro pilota fu il venezuelano Johnny Cecotto, ex pilota della Theodore.
La Brabham ingaggiò così Teo Fabi; il milanese aveva già corso in F1 nel 1982 con la Toleman, prima di passare alla CART statunitense.
La Ligier cambiò la coppia di piloti; fece esordire, dopo due sole stagioni in Formula 3, François Hesnault; al suo fianco venne ingaggiato l'esperto Andrea De Cesaris, che non aveva rinnovato con l'Alfa Romeo. La RAM portò, all'esordio, un altro pilota francese, Philippe Alliot, con esperienze in F2. La scuderia britannica avrebbe dovuto schierare solo un pilota, ma poi iscrisse anche Jonathan Palmer, che aveva già disputato il Gran Premio d'Europa 1983 con la Williams, e aveva vinto il Campionato europeo di Formula 2 1983.
Il brasiliano, due volte campione del mondo, Emerson Fittipaldi fu vicino al rientro in F1: testò un'Alfa Romeo e una Spirit, ma preferì rivolgersi alle gare nordamericane. Il team italiano ingaggiò così Riccardo Patrese, che veniva dalla Brabham, dove fece coppia con Eddie Cheever, in uscita dalla Renault. La Tyrrell iscrisse Martin Brundle, giovane pilota britannico, proveniente dalla F3, come Senna. Per l'altro volante venne confermato lo statunitense Danny Sullivan, che però venne sostituito, prima dell'inizio della stagione, da Stefan Bellof. Il tedesco, anch'egli esordiente in F1, era stato già iscritto a qualche gara del 1983, senza però mai prendere parte alle corse. Bellof, assieme a Senna e Brundle, ebbe la possibilità di fare alcuni test con la McLaren, ma la Rothmans gli vietò però di passare ad un team sponsorizzato da un'altra compagnia di tabacchi.
Prima del Gran Premio d'Italia 1983 venne presentata la prima bozza di calendario per il 1984. Il campionato sarebbe iniziato il 26 febbraio, proprio col Gran Premio del Brasile. A novembre la FISA decise di posticipare l'inizio della stagione al 25 marzo, al fine di spostare ad aprile, la seconda gara, quella del Sudafrica, per dare più tempo, agli organizzatori di quest'ultima, di sistemare la pista. Il calendario venne confermato il 24 novembre.

## Qualifiche

### Resoconto
La Lotus dominò la prima giornata di prove ufficiali. Nigel Mansell precedette di tre decimi il compagno di scuderia Elio De Angelis. Il britannico ottenne un tempo molto vicino al record del tracciato, che apparteneva a Alain Prost, ottenuto nel 1982, con una vettura dotata di minigonne. Prost chiuse col quarto tempo, mentre Michele Alboreto, che era stato più rapido nelle prove del mattino, ed era stato in testa alla classifica dei tempi, fino a venti minuti dal termine delle prove. L'altro ferrarista, René Arnoux, ebbe dei problemi col cambio, e per la giornata di sabato, la scuderia italiana decise di scambiare le vetture dei due piloti. La Williams fu alle prese con problemi elettrici, mentre Riccardo Patrese, dell'Alfa Romeo, ruppe il motore al mattino, e una turbina al pomeriggio. Le vetture con gomme Goodyear si dimostrarono più veloci sul giro secco, mentre le vetture supportate dalla Michelin mostravano un miglior passo gara.
Al sabato Elio De Angelis strappò il miglior tempo al suo compagno di team, che venne preceduto anche da Michele Alboreto e dalle due Renault di Derek Warwick e Patrick Tambay. Arnoux chiuse solo decimo, lamentando problemi con turbine e alimentazione. Sulla Ferrari di Alboreto era stata montata la nuova iniezione integrale della Weber-Magneti Marelli, mentre il francese utilizzava la vecchia Lucas-Ferrari. La Brabham mostrò ancora problemi di sottosterzo; tale problema venne riscontrato anche dalla Williams. Al termine delle qualifiche venne esclusa dalla gara l'ATS di Manfred Winkelhock. Il pilota tedesco si era fermato nella corsia dei box, col motore spento. La vettura era stata poi spinta, mano, dentro i box della scuderia, eludendo così il controllo del peso, e violando il regolamento che prevede che la vettura non possa essere aiutata esternamente.

### Risultati
I risultati delle qualifiche furono i seguenti:
| Pos                     | Nº | Pilota             | Costruttore           | Tempo    | Griglia |
| ----------------------- | -- | ------------------ | --------------------- | -------- | ------- |
| 1                       | 11 | Elio de Angelis    | Lotus-Renault         | 1'28"392 | 1       |
| 2                       | 27 | Michele Alboreto   | Ferrari               | 1'28"898 | 2       |
| 3                       | 16 | Derek Warwick      | Renault               | 1'29"025 | 3       |
| 4                       | 7  | Alain Prost        | McLaren-TAG Porsche   | 1'29"330 | 4       |
| 5                       | 12 | Nigel Mansell      | Lotus-Renault         | 1'29"364 | 5       |
| 6                       | 8  | Niki Lauda         | McLaren-TAG Porsche   | 1'29"854 | 6       |
| 7                       | 1  | Nelson Piquet      | Brabham-BMW           | 1'30"149 | 7       |
| 8                       | 15 | Patrick Tambay     | Renault               | 1'30"554 | 8       |
| 9                       | 6  | Keke Rosberg       | Williams-Honda        | 1'30"611 | 9       |
| 10                      | 28 | René Arnoux        | Ferrari               | 1'30"695 | 10      |
| 11                      | 22 | Riccardo Patrese   | Alfa Romeo            | 1'30"973 | 11      |
| 12                      | 23 | Eddie Cheever      | Alfa Romeo            | 1'31"282 | 12      |
| 13                      | 5  | Jacques Laffite    | Williams-Honda        | 1'31"548 | 13      |
| 14                      | 26 | Andrea De Cesaris  | Ligier-Renault        | 1'32"895 | 14      |
| 15                      | 14 | Manfred Winkelhock | ATS-BMW               | 1'32"997 | ES      |
| 16                      | 2  | Teo Fabi           | Brabham-BMW           | 1'33"227 | 15      |
| 17                      | 19 | Ayrton Senna       | Toleman-Hart          | 1'33"525 | 16      |
| 18                      | 20 | Johnny Cecotto     | Toleman-Hart          | 1'35"300 | 17      |
| 19                      | 3  | Martin Brundle     | Tyrrell-Ford Cosworth | 1'36"081 | 18      |
| 20                      | 25 | François Hesnault  | Ligier-Renault        | 1'36"238 | 19      |
| 21                      | 18 | Thierry Boutsen    | Arrows-Ford Cosworth  | 1'36"312 | 20      |
| 22                      | 24 | Piercarlo Ghinzani | Osella-Alfa Romeo     | 1'36"434 | 21      |
| 23                      | 4  | Stefan Bellof      | Tyrrell-Ford Cosworth | 1'36"609 | 22      |
| 24                      | 21 | Mauro Baldi        | Spirit-Hart           | 1'36"816 | 23      |
| 25                      | 17 | Marc Surer         | Arrows-Ford Cosworth  | 1'37"204 | 24      |
| 26                      | 9  | Philippe Alliot    | RAM-Hart              | 1'37"709 | 25      |
| Vetture non qualificate |    |                    |                       |          |         |
| NQ                      | 10 | Jonathan Palmer    | RAM-Hart              | 1'37"919 | 26      |

## Gara

### Resoconto
Andrea De Cesaris rimase fermo sulla griglia di partenza, per un problema tecnico; la direzione di gara interruppe la procedura di partenza, e fece effettuate un secondo giro di formazione. Ciò comportò la riduzione di un giro della gara e consentì a Johnny Cecotto di portare la sua vettura in griglia, visto che, per problemi tecnici, era rimasto nella corsia dei box.
Al via Elio De Angelis fu subito passato da Michele Alboreto, e cedette poi sia a Derek Warwick che a Nigel Mansell. Alain Prost, a causa di un problema al cambio, si trovò nel mezzo del plotone, mentre peggio andò a Nelson Piquet che, fermo in griglia, poté ripartire solo grazie all'aiuto dei commissari. Anche Cecotto ebbe problemi al via, ma prese parte alla gara. Nel corso del primo giro De Angelis fu passato anche da Niki Lauda, che aveva già preso una posizione a Patrick Tambay.
L'austriaco entrò sul podio virtuale già al secondo giro, con un sorpasso su Mansell alla Sul. I problemi all'iniezione di De Angelis proseguirono quando, al quarto passaggio, cedette anche a Tambay e, poco dopo, anche a René Arnoux. L'altro francese, Alain Prost, fu autore di una veloce rimonta: dopo aver, anche lui, passato De Angelis, al nono passaggio entrò in zona punti, superando Arnoux.
Al decimo giro, l'altro pilota della McLaren, Lauda, nell'attaccare Warwick alla Juncão, toccò la vettura del britannico, ma fu comunque capace di completare il sorpasso, ponendosi secondo, alla spalle di Alboreto. Dietro ai primi tre vi era Mansell, che precedeva tre francesi: Tambay, Prost e Arnoux.
Il milanese rimase in vetta fino al giro 12 quando, per un problema ai freni, terminò in testacoda, e dovette cedere due posizioni, facendosi sopravanzare da Lauda e Warwick. Un giro dopo Prost passò Tambay, per il quinto posto. In questo giro Alboreto fu autore di un secondo testacoda, che lo fece sprofondare in graduatoria. Il ferrarista si ritirò al sedicesimo giro; nello stesso giro Alain Prost ebbe la meglio su Mansell.
Al ventiquattresimo passaggio, dopo un primo attacco alla curva Molykote, Prost passò anche Warwick, alla Juncão, ponendosi secondo, alle spalle del compagno di team Lauda. Al giro 27 Tambay si fermò per il cambio gomme: effettuò però un errore di guida, che lo portò in testacoda. Poté ripartire, ma rientrò in gara solo nono.
Tre giri dopo si arrestarono ai box anche Derek Warwick e Nigel Mansell: il primo rientrò in gara sempre terzo, mentre il britannico, a causa della lentezza del pit stop, sprofondò all'ottavo posto. Il pilota della Lotus, grazie alle gomme nuove, fu però in grado di passare Piquet e Rosberg già al giro seguente. Il brasiliano attese il giro 32 per la sua sosta al cambio gomme.
La classifica vedeva al comando sempre il duo della McLaren, davanti a Derek Warwick, Elio De Angelis, Nigel Mansell e Patrick Tambay. Al trentaquattresimo passaggio Piquet abbandonò la gara per la rottura del turbo, mentre De Angelis, dopo il cambio gomme, scese in ottava posizione. Due giri dopo anche Nigel Mansell terminò la sua gara, per un'uscita di pista.
La vetta del gran premio cambiò al giro 38; per un problema elettrico la vettura di Niki Lauda dovette rallentare, e farsi così passare da Prost. Un giro dopo il francese fece il cambio gomme, mentre Lauda fu costretto all'abbandono. Derek Warwick si trovò a condurre una gara di F1, per la prima volta nella sua carriera. Dietro si trovava sempre Alain Prost, che precedeva Patrick Tambay, Keke Rosberg, Elio De Angelis ed Eddie Cheever.
Al giro 51, la rottura della sospensione anteriore sinistra portò al testacoda il leader della gara Warwick, che fu costretto al ritiro. Tornò al comando Prost. Tambay, terzo, scontava un problema grave a una batteria, e cedette, al giro 57, la seconda piazza a Rosberg. Al giro 60 il francese si trovò senza benzina, e venne passato da De Angelis, Cheever e Martin Brundle.
Alain Prost ottenne la sua decima vittoria nel mondiale, mentre Keke Rosberg, secondo, dette alla Honda il primo podio per un suo motore turbo. Brundle chiuse a punti la sua gara d'esordio, anche se poi sarà squalificato per la vicenda riguardante la Tyrrell.

### Risultati
I risultati del gran premio furono i seguenti:
| Pos | Nº | Pilota             | Costruttore           | Giri | Tempo/Ritiro        | Griglia | Punti |
| --- | -- | ------------------ | --------------------- | ---- | ------------------- | ------- | ----- |
| 1   | 7  | Alain Prost        | McLaren-TAG Porsche   | 61   | 1h42'34"492         | 4       | 9     |
| 2   | 6  | Keke Rosberg       | Williams-Honda        | 61   | + 40"514            | 9       | 6     |
| 3   | 11 | Elio De Angelis    | Lotus-Renault         | 61   | + 59"128            | 1       | 4     |
| 4   | 23 | Eddie Cheever      | Alfa Romeo            | 60   | + 1 giro            | 13      | 3     |
| SQ  | 3  | Martin Brundle     | Tyrrell-Ford Cosworth | 60   | Squalificato        | 18      |       |
| 5   | 15 | Patrick Tambay     | Renault               | 59   | Mancanza di benzina | 8       | 2     |
| 6   | 18 | Thierry Boutsen    | Arrows-Ford Cosworth  | 59   | + 2 giri            | 20      | 1     |
| 7   | 17 | Marc Surer         | Arrows-Ford Cosworth  | 59   | + 2 giri            | 24      |       |
| 8   | 10 | Jonathan Palmer    | RAM-Hart              | 58   | + 3 giri            | 26      |       |
| Rit | 16 | Derek Warwick      | Renault               | 51   | Sospensione         | 3       |       |
| Rit | 26 | Andrea De Cesaris  | Ligier-Renault        | 42   | Cambio              | 14      |       |
| Rit | 22 | Riccardo Patrese   | Alfa Romeo            | 41   | Cambio              | 11      |       |
| Rit | 8  | Niki Lauda         | McLaren-TAG Porsche   | 38   | Problemi elettrici  | 6       |       |
| Rit | 12 | Nigel Mansell      | Lotus-Renault         | 35   | Incidente           | 5       |       |
| Rit | 1  | Nelson Piquet      | Brabham-BMW           | 32   | Motore              | 7       |       |
| Rit | 2  | Teo Fabi           | Brabham-BMW           | 32   | Turbo               | 15      |       |
| Rit | 28 | René Arnoux        | Ferrari               | 30   | Batteria            | 10      |       |
| Rit | 24 | Piercarlo Ghinzani | Osella-Alfa Romeo     | 28   | Cambio              | 21      |       |
| Rit | 25 | François Hesnault  | Ligier-Renault        | 25   | Surriscaldamento    | 19      |       |
| Rit | 9  | Philippe Alliot    | RAM-Hart              | 24   | Batteria            | 25      |       |
| Rit | 20 | Johnny Cecotto     | Toleman-Hart          | 18   | Turbo               | 17      |       |
| Rit | 5  | Jacques Laffite    | Williams-Honda        | 15   | Problemi elettrici  | 13      |       |
| Rit | 27 | Michele Alboreto   | Ferrari               | 14   | Freni               | 2       |       |
| Rit | 21 | Mauro Baldi        | Spirit-Hart           | 12   | Distributore        | 23      |       |
| SQ  | 4  | Stefan Bellof      | Tyrrell-Ford Cosworth | 11   | Squalificato        | 22      |       |
| Rit | 19 | Ayrton Senna       | Toleman-Hart          | 8    | Turbo               | 16      |       |
| ES  | 14 | Manfred Winkelhock | ATS-BMW               | 0    | Escluso             |         |       |

## Classifiche

### Piloti
| Pos. | Pilota          | Punti |
| ---- | --------------- | ----- |
| 1    | Alain Prost     | 9     |
| 2    | Keke Rosberg    | 6     |
| 3    | Elio De Angelis | 4     |
| 4    | Eddie Cheever   | 3     |
| 5    | Patrick Tambay  | 2     |
| 6    | Thierry Boutsen | 1     |

### Costruttori
| Pos. | Team                 | Punti |
| ---- | -------------------- | ----- |
| 1    | McLaren-TAG Porsche  | 9     |
| 2    | Williams-Honda       | 6     |
| 3    | Lotus-Renault        | 4     |
| 4    | Alfa Romeo           | 3     |
| 5    | Renault              | 2     |
| 6    | Arrows-Ford Cosworth | 1     |

## Decisioni della FISA
Al termine della gara Jackie Oliver, manager dell'Arrows, presentò reclamo contro la Tyrrell, sospettando che la scuderia britannica avesse compiuto un rifornimento in gara, vietato dal regolamento. Il reclamo venne respinto.
A seguito delle indagini compiute sulle monoposto della Tyrrell, al termine del Gran Premio di Detroit, la Federazione scoprì che sulle vetture inglesi, durante la gara, veniva effettuato un rabbocco di un liquido contenente pallini di piombo, che serviva per arricchire l'aria immessa sui tromboncini di aspirazione, al fine di ritardare la detonazione del motore, rendendo così possibile l'utilizzo di un maggior rapporto di compressione, ottenendo una maggiore potenza. In una riunione del 18 luglio 1984, la FISA decise di escludere la Tyrrell dalle rimanenti gare del campionato del mondo, e cancellò tutti i punti ottenuti fino al momento della squalifica. Venne deciso che i punti attribuiti ai piloti della scuderia britannica non sarebbero stati assegnati. Le vetture proseguirono a partecipare al campionato, fino al Gran Premio d'Olanda, ma la loro partecipazione fu sub judice. La squalifica della Tyrrell venne confermata dal Tribunale d'Appello della FISA, dopo una riunione del 29 agosto. La scuderia venne esclusa dai successivi gran premi.
Il 9 ottobre la FISA decise di rideterminare le classifiche di tutte le gare, fino a quel momento disputate, facendo scalare in graduatoria tutti i piloti classificatisi alle spalle dei piloti della Tyrrell. Ciò portò a una redistribuzione dei punti, in quanto Martin Brundle era giunto quinto: fu Patrick Tambay a scalare quinto, mentre Thierry Boutsen fu sesto.